# Lambertus Franciscus Edema van der Tuuk
Lambertus Franciscus Edema van der Tuuk (Noordwolde, 30 april 1872 - Hillegersberg, 24 augustus 1942) was een Nederlandse beeldhouwer en docent.

## Leven en werk
Hij was een zoon van dr. Hindrik Edema van der Tuuk (1839-1914) en Ida Helena Junius (1848-1919). Hij studeerde aan de Kunstnijverheidsschool Quellinus Amsterdam, waar hij les kreeg van Louis Bourgonjon en Bart van Hove. Hij kreeg een beurs, waarmee hij zijn opleiding kon vervolgen aan de Koninklijke Academie voor Schone Kunsten van Brussel bij Charles Van der Stappen. Van Brussel ging hij naar Parijs om te studeren aan de École des Arts decoratifs. Rond 1897 opende hij zijn eigen atelier in Amsterdam.
Van 1904 tot 1926 was Edema van der Tuuk leraar boetseren aan de Academie van Beeldende Kunsten en Technische wetenschappen in Rotterdam. Leerlingen van hem waren onder meer Cor van Kralingen en Bernard Richters.

## Enkele werken
- Elf medaillons aan de gevel van het Stadhuis van Rotterdam
- buste mr. Adriaan Jan van Roijen in het Waterschapshuis of Zijlvesthuis in Onderdendam
- buste S.R. Stokvis sr. in Rotterdam
- beeld in voorgevel van het Wees- en Armenhuis in Broek in Waterland
- portret F.A. des Tombe in Rotterdam
- portret C.N.A. Loos, Plaswijckpark, Rotterdam

## Galerij

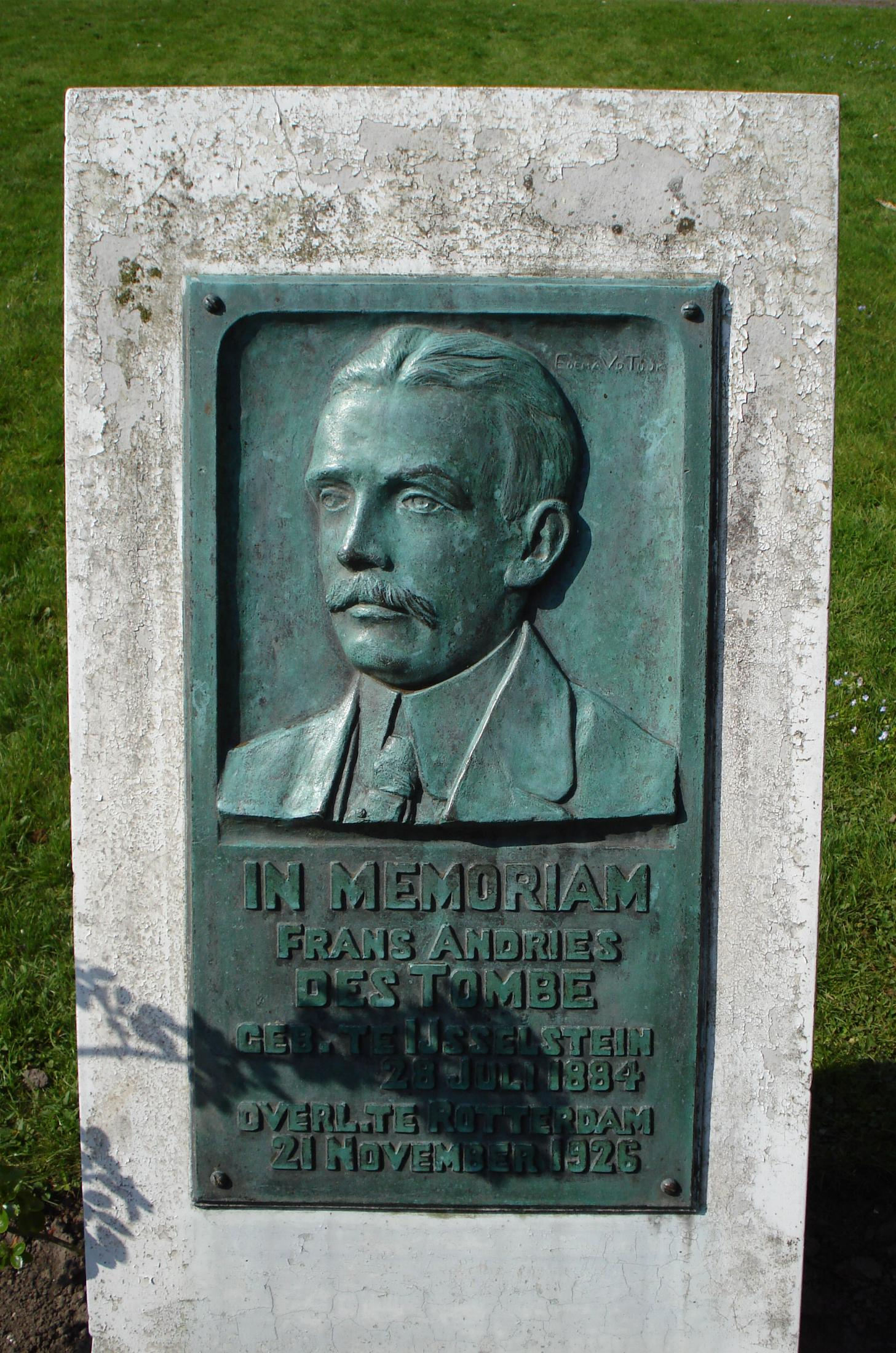
portret F.A. des Tombe
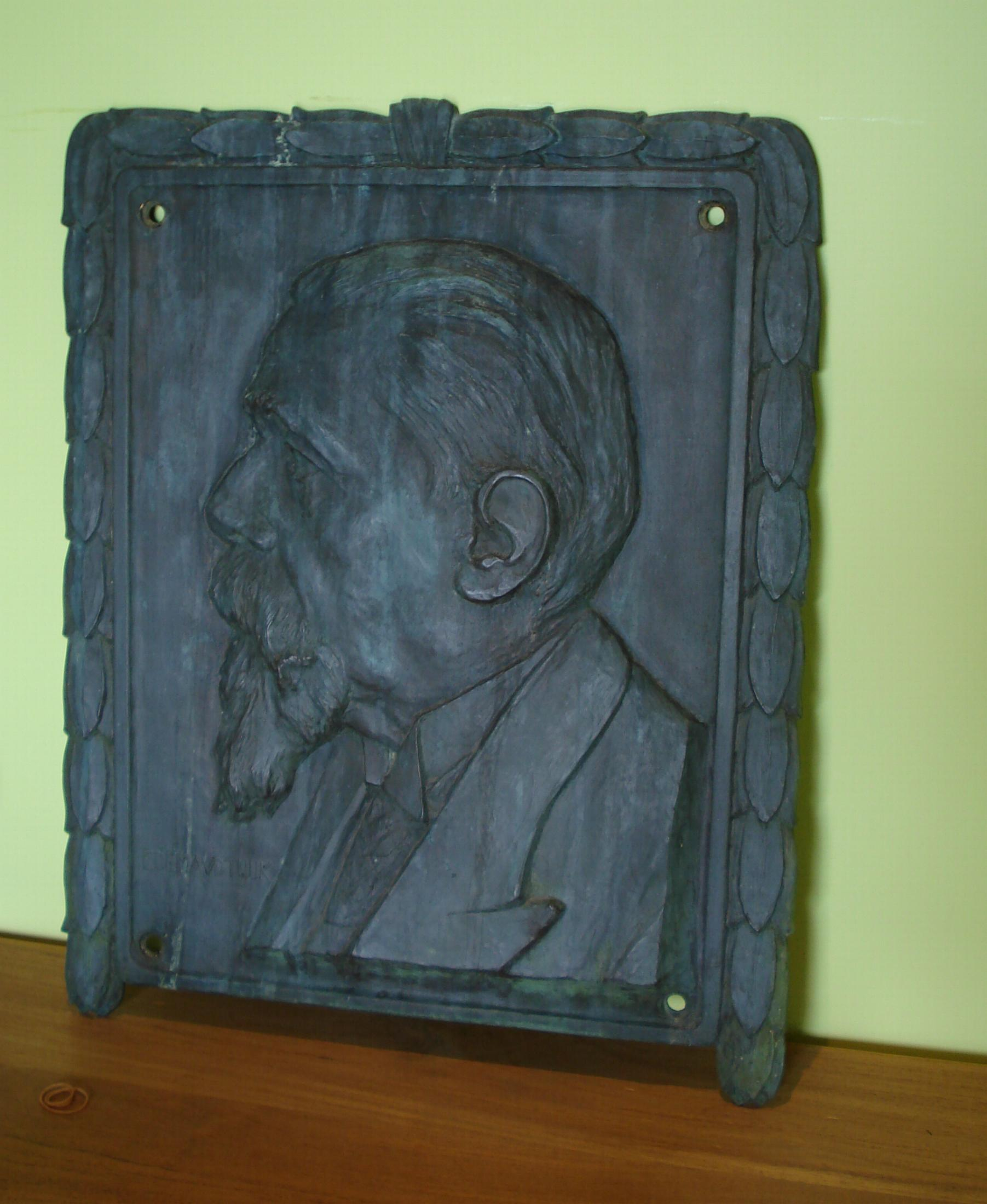
portret C.N.A. Loos

- Biografisch Portaal: 87388903
- RKD-Nederlands Instituut voor Kunstgeschiedenis: 25463